# Organum vasculosum laminae terminalis
Das Organum vasculosum laminae terminalis (OVLT) ist ein zirkumventrikuläres Organ. Es liegt rostral des Hypothalamus und ist ein Teil der Lamina terminalis.

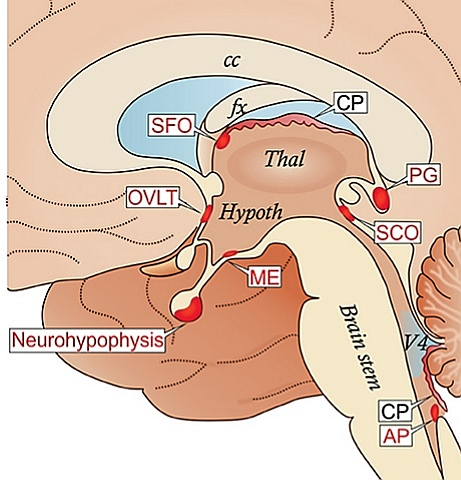
Lage der zirkumventrikulären Organe (CVO) und des Plexus choroideus (CP) in einer schematischen Ansicht der medialen Oberfläche des Gehirns (Sagittalebene).

## Funktion
Die Funktion des OVLT ist noch nicht vollständig aufgeklärt. Man nimmt an, dass es an der Regulation von Durst, Hunger sowie an der Entstehung und Regulation von Fieber beteiligt ist. 
Endogene Pyrogene wie Interleukin-1 (IL-1) induzieren im OVLT die vermehrte Synthese und Expression der Cyclooxygenase 2 (Cox-2). Dieses Enzym synthetisiert aus Arachidonsäure unter anderem das Eikosanoid Prostaglandin E2 (PGE2).
PGE2 stimuliert zum einen die Makrophagen zur Produktion weiterer Pyrogene wie Tumornekrosefaktor-α (TNF-α) und Interleukin-1 und bindet zum anderen an den Prostanoid-Rezeptor EP3 im medianen Nucleus preopticus, dem Wärmeregulationszentrum des Hypothalamus. Der Nucleus preopticus wiederum projiziert über GABAerge Neurone in das zentrale Höhlengrau (Periaquäduktales Grau, PAG) und in die Raphe-Kerne, von wo aus die Thermogenese gesteuert wird.

## Klinische Relevanz
Spezifische antipyretische Analgetika sind die selektiven COX-2-Hemmer (wie Celecoxib), von denen einige vom Markt genommen wurden. Diese hemmen die Cyclooxygenase 2 im OVLT und wirken somit zentralnervös fiebersenkend (antipyretisch) und schmerzstillend (analgetisch).